# ذاكر حسنوف
ذاکر عسکر أُغلو حسنوف (بالأذربيجانية: Zakir Əsgər oğlu Həsənov) (يونيو عام 1959، مقاطعة آستارا) - هو وزير الدفاع الأذربيجاني منذ 2013، كولونيل عام للقوات المسلحة الأذربيجانية.

## حياته
ولد ظاكير حسانوف في 6 يونيو عام 1959 في مقاطعة آستارا. تخرج من مدرسة القادة العسكريين باكو العالي في 1980.
و منذ 1980 حتى 1985 خدم في صفوف الجيش السوفياتي في ألمانيا. هو يجيد ألمانية والروسية والإنجليزية والتركية.
متزوج ولديه ثلاث أطفال.

## مناصبه
- منذ 1985 حتى 1993، إشتغل ظاكير حسانوف في مفوضية علتاي العسكرية للدائرة سبير العسكرية التابعة لوزارة الدفاع في الاتحاد السوفيتي.
- في 1993 - 2003 خدم في إدارة ريئسية لقوات الحدودي التابعة لوزارة الأمن الوطني الأذربيجانية.
- بعد ذلك عمل ظاكير حسانوف ريئسا لأدارة العلاقات الدولية التابعة خدمة الحدود للحكومة.
- بين 2003 - 2013 عمل نائب لوزير داخلية لجمهورية أذربيجان وقائد للجيش الداخلي.
- 17 مايو، عام 2003 بموجب المرسوم لرئيس جمهورية أذربيجان، تم منح ظاكير حسانوف برتبة لواء (رتبة عسكرية) وفي 2005 برتبة فريق (رتبة عسكرية).
- منذ 22 أكتوبر 2013، تم تعيين ظاكير حسانوف وزير الدفاع الأذربيجاني، وحصل على رتبة كولونيل.[3]

## الرتبة العسكرية
- لواء (رتبة عسكرية) - 2003
- فريق (رتبة عسكرية) - 2005
- كولونيل عام - 2013

## جوائزه
- «للخدمات في الحدود» 15 ديسمبر، عام 1998
- «للخدمة العسكرية»16 أغسطس، عام 2002
- «علم أذربيجاني» 30 يونيو، عام 2004
- «للخدمات الوطن» 11 مارس، عام 2008